# Lake Placid 3 - Calma apparente
Lake Placid 3 - Calma apparente (Lake Placid 3) è un film per la televisione del 2010, seguito di Lake Placid e Lake Placid 2 - Il terrore continua.

## Trama
A Lake Placid, la tranquillità non avrà mai inizio. Altri coccodrilli vivono nel lago Nero e sono grandi, tanti e affamati. Nel film vengono raccontate varie storie: l'avventura per alcuni membri della famiglia Bickerman, nipoti dell'anziana che aveva accudito il coccodrillo antagonista del primo film della saga. Resteranno bloccati nel loro cottage scoprendo che il figlioletto ha cibato per due anni i rettili. Un'altra storyline riguarda una guida a caccia del suo ultimo trofeo che aiuta, assieme ai suoi due amici, un ragazzo a cercare la propria ragazza nei boschi vicino al lago, dove lei si sarebbe recata con altri giovani. La terza avventura è quella di un gruppo di ragazzi che festeggiano alla riva del lago (tra i quali la ragazza cercata dal secondo gruppo), il cui divertimento cesserà in un modo inquietante. Questi tre gruppi di persone si uniranno per combattere i giganteschi coccodrilli.

## Cast
Alcuni attori e personaggi della crew hanno fatto parte di Boogeyman 3 e Shark Attack che sono stati girati entrambi negli Stati Uniti e in Bulgaria.